# Томишел
Томишел (на словенски: Tomišelj) е село в Словения, регион Средна Словения, община Иг. Според Националната статистическа служба на Република Словения през 2015 г. селото има 356 жители.